# Затишне (Тульчинський район)
За́тишне — село в Україні, у Студенянській сільській громаді Тульчинського району Вінницької області. Населення становить 138 осіб.

## Історія
7 (20) листопада 1917 року, відповідно до Третього Універсалу Української Центральної Ради, увійшло до складу Української Народної Республіки.
У серпні 2015 року село увійшло до складу новоствореної Студенянської сільської громади.
12 червня 2020 року, відповідно до Розпорядження Кабінету Міністрів України  № 707-р «Про визначення адміністративних центрів та затвердження територій територіальних громад Вінницької області», увійшло до складу Студенянської сільської громади.
19 липня 2020 року, в результаті адміністративно-територіальної реформи та ліквідації Піщанського району, село увійшло до складу Тульчинського району.

## Галерея

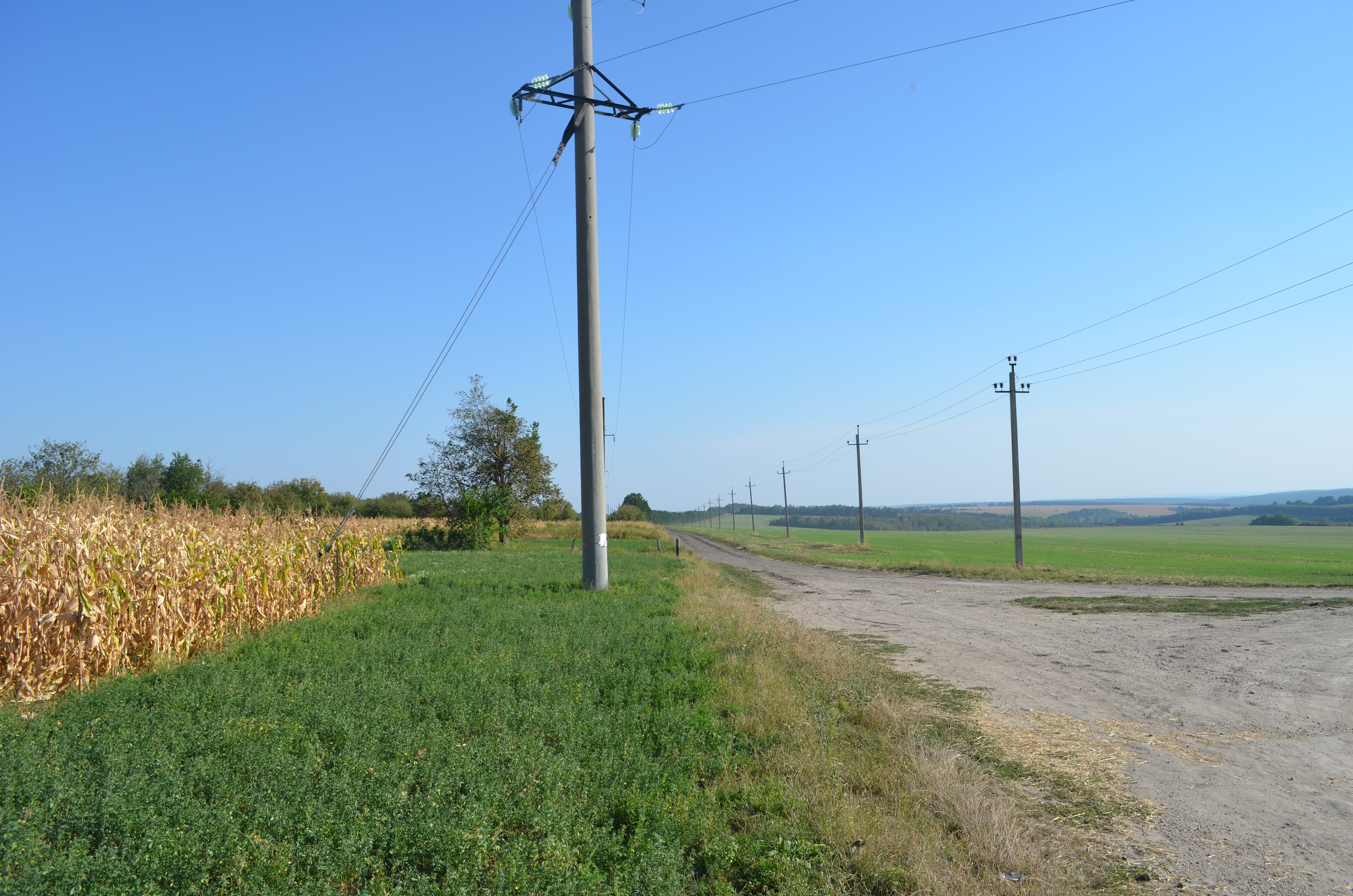
Дороги до села
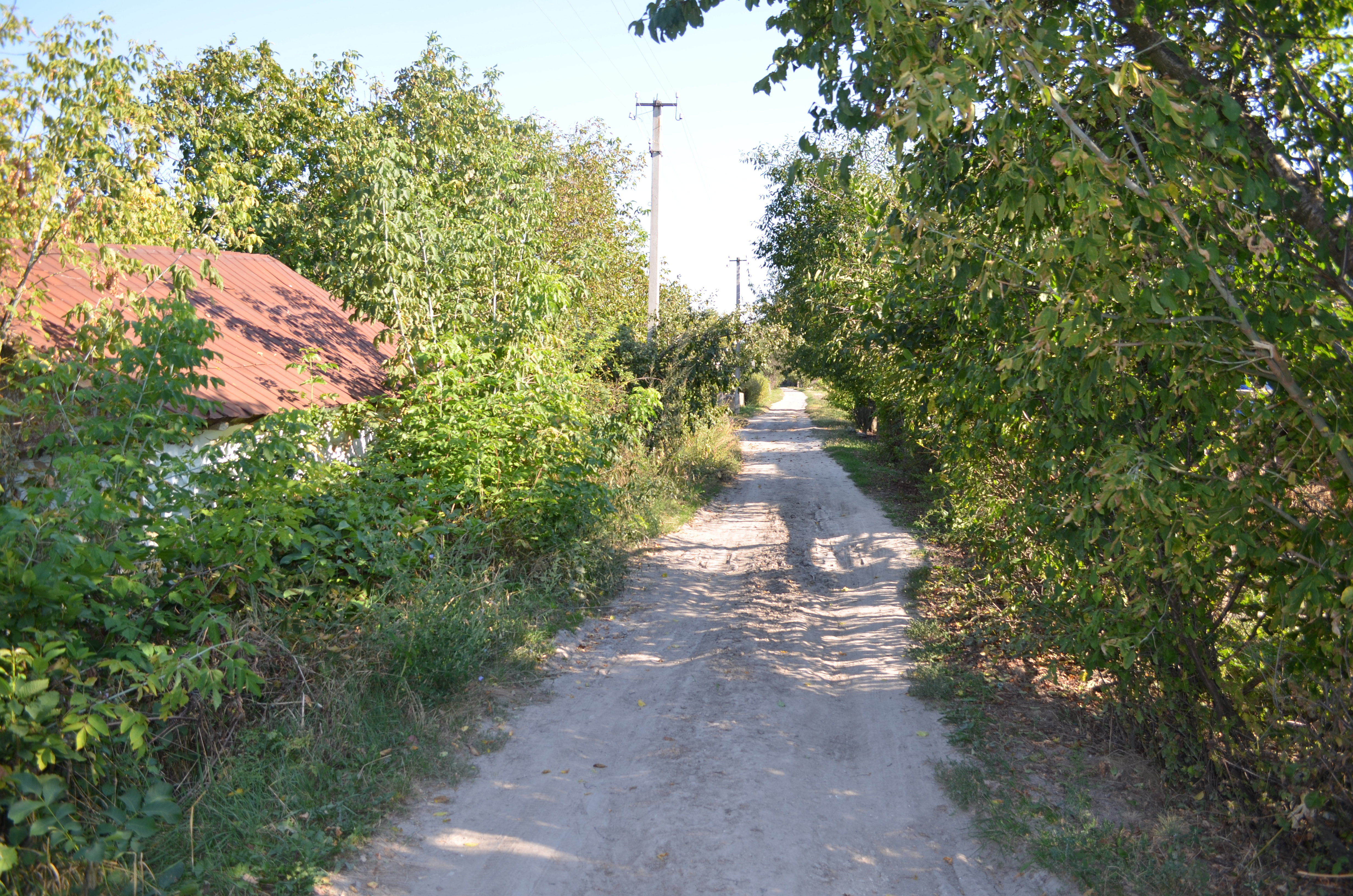
Сільська вулиця
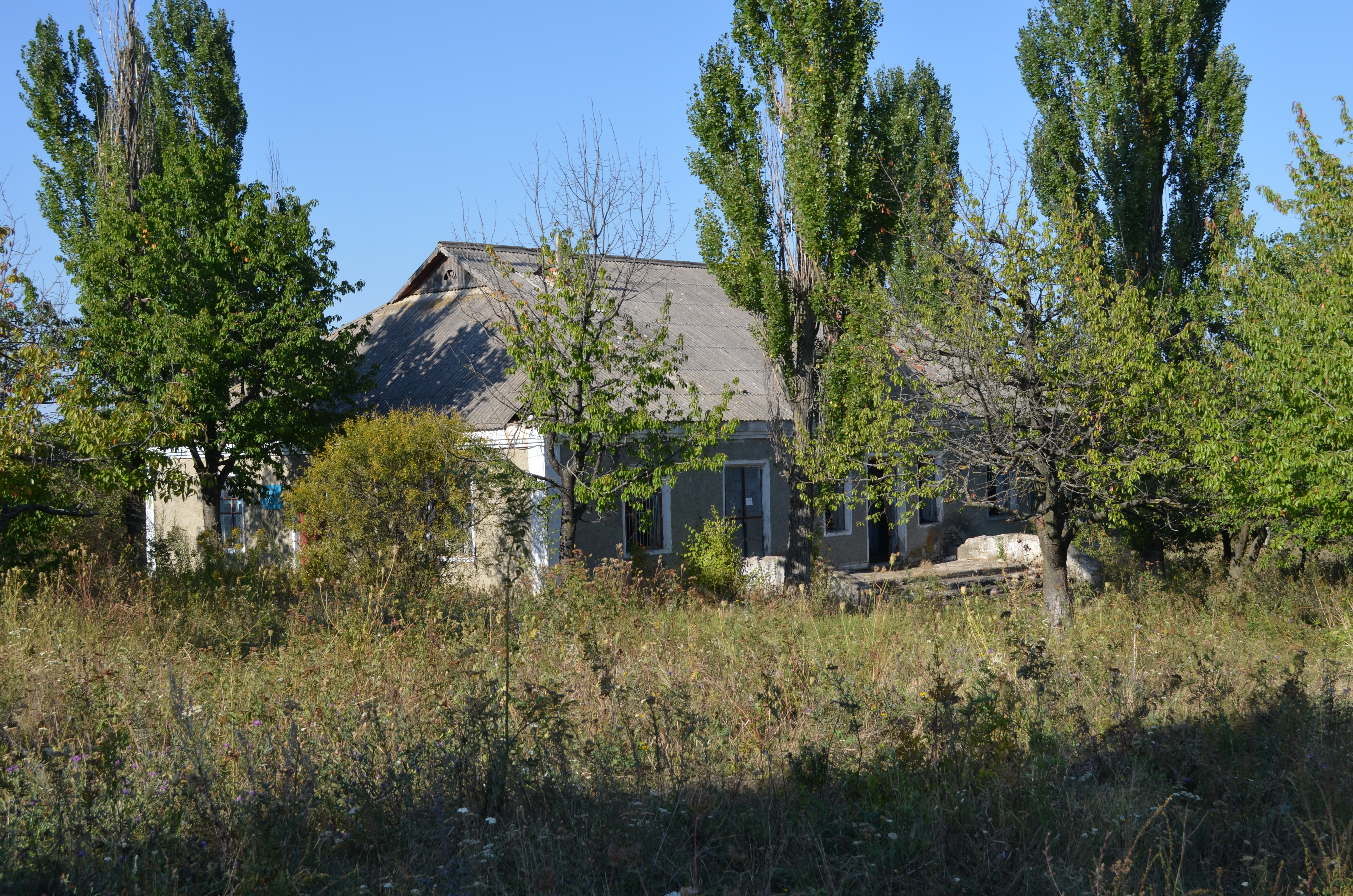
Будівля, де знаходиться фельдшерський пункт
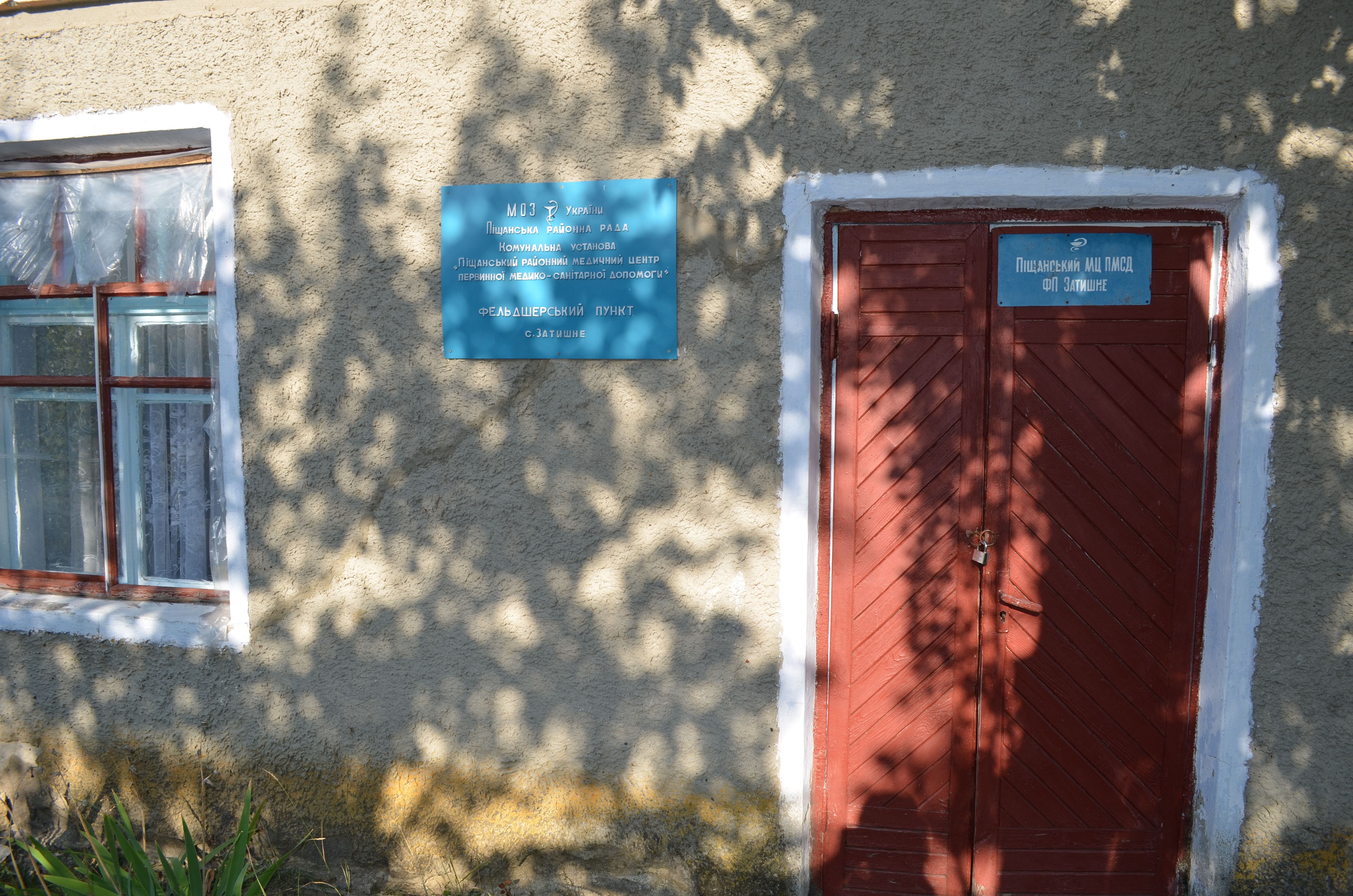
Фельдшерський пункт
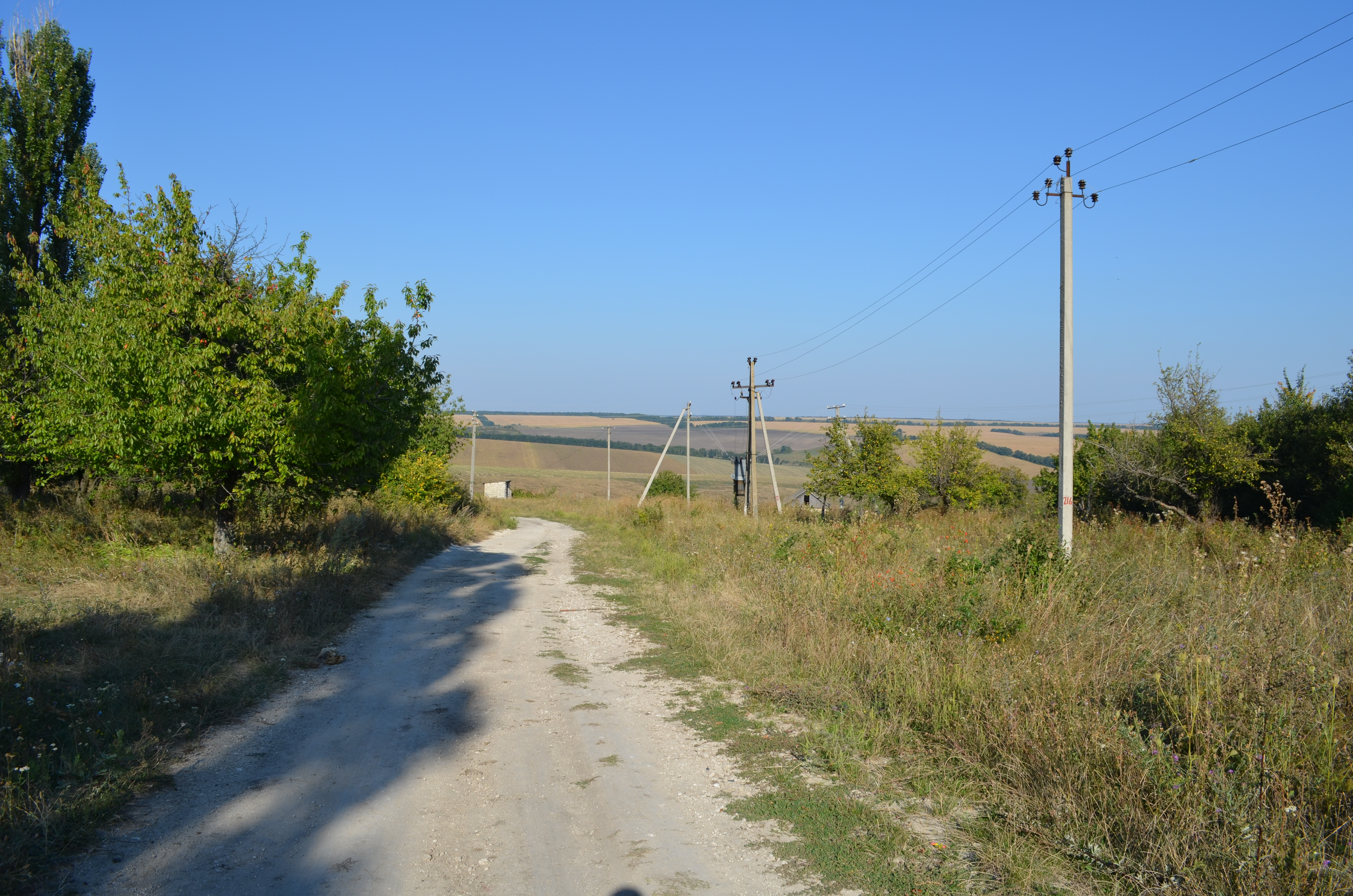
Вулиця в селі
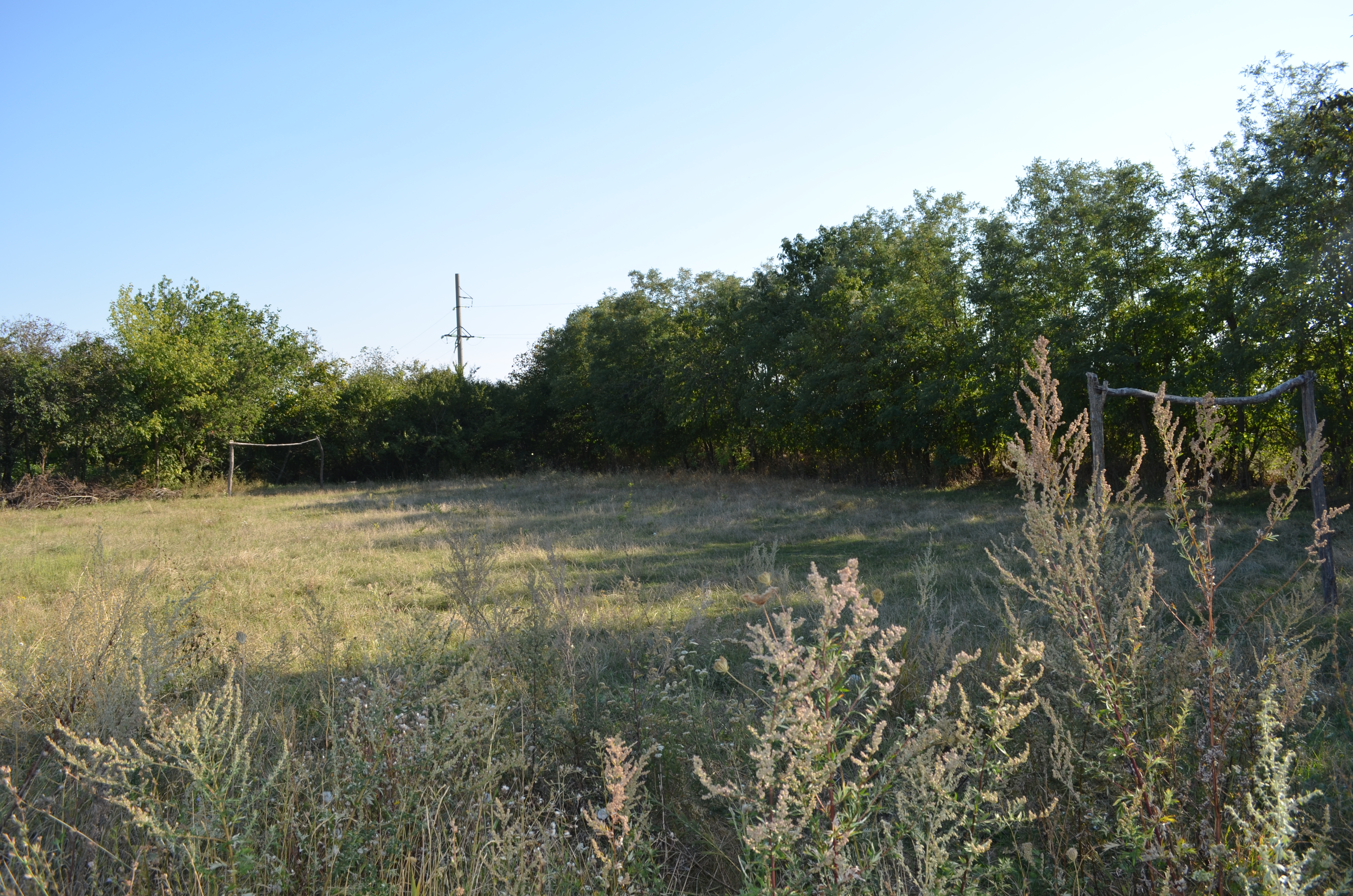
Футбольне поле